# Pont Pasteur
Le pont Pasteur est un pont franchissant le Rhône à Lyon.

## Situation et description
Le pont relie le quai Perrache (rive droite) à la place Antonin-Perrin (rive gauche).

## Origine du nom
Le pont est baptisé en hommage à Louis Pasteur, scientifique français né le 27 décembre 1822 à Dole (Jura) et mort le 28 septembre 1895 à Marnes-la-Coquette (Hauts-de-Seine), par le conseil municipal dans sa délibération du 5 mars 1923. Il est officiellement inauguré le 14 juillet 1923.

## Histoire
Un premier ouvrage provisoire, la passerelle de l’Exposition, est construit pour l’exposition universelle à Gerland en 1914.
Cette passerelle prend ensuite le nom de pont des Abattoirs (la halle Tony-Garnier). Elle est emportée par une crue en octobre 1918. Un nouveau pont à trois arches métalliques, dénommé pont Pasteur, est construit en 1923 pour le remplacer. Long de 225 mètres, il est doté de trottoirs très larges (5,25 mètres pour une chaussée de 11 mètres).
Le pont est totalement détruit par les Allemands le 2 septembre 1944. Le pont actuel est alors construit par l’ingénieur Mogaray, à partir de 1949. Inauguré en 1952, cet ouvrage est constitué de trois arches, chacune comprenant trois arcs en béton armé, de portées 64 – 70 – 64 mètres ; il est prolongé sur les rives par des fausses culées. Il est plus large que l’ancien (plus de 18 mètres), les trottoirs étant cependant ramenés à une largeur de 3,32 mètres.